# Социалистическая улица (Таганрог)
Социалисти́ческая улица — улица, соединяющая центральную историческую часть Таганрога с районом улицы Бабушкина.

## География
Социалистическая улица расположена между Петровской улицей и улицей Желябова. Протяжённость 3970 метров. Нумерация домов ведётся от Петровской улицы.
В районе домов № 90 и № 92 (1-й Кожевенный переулок) Социалистическую улицу пересекает речка Малая Черепаха.

## История
Прежние названия Социалистической улицы — Камышанская улица, затем улица Броневского, в честь революционера В. А. Броневского (1858—1928). Переименована в Социалистическую в 1952 году.

## На улице расположены
- Парк культуры и отдыха им. Горького — участок между Петровской улицей и Большим Садовым переулком.
- Дом Быта — Социалистическая ул., 2.
- Речка Малая Черепаха — пересекает Социалистическую улицу под мостом в районе домов № 90 и № 92.
- Таганрогский металлургический завод — участок между Парковым переулком и улицей Желябова.
- Гостиница «Приазовье» — Социалистическая ул., 168.
- Речка Большая Черепаха — пересекает Социалистическую улицу в подземном коллекторе в районе гостиницы «Приазовье».